# The Twisted Tale of Amanda Knox
The Twisted Tale of Amanda Knox är en amerikansk kriminalserie vars första säsong har premiär den 20 augusti 2025. Serien som är baserad på verkliga händelser är skapad av K.J. Steinberg.

## Handling
Serien krttsar kring Amanda Knoxs liv efter att ha blivit oskyldigt fängslad för mordet på sin rumskamrat, hennes kamp för att bevisa sin oskuld och återfå sin frihet.

## Medverkande
- Rebecca Wisocky
- Anna Van Patten
- Crosby Fitzgerald